# Recreio (kommun)
Recreio är en kommun i Brasilien.   Den ligger i delstaten Minas Gerais, i den sydöstra delen av landet, 900 km sydost om huvudstaden Brasília. Antalet invånare är 10 301. Arean är 234 kvadratkilometer.
Terrängen i Recreio är platt norrut, men söderut är den kuperad.
Följande samhällen finns i Recreio:
- Recreio

Omgivningarna runt Recreio är huvudsakligen savann. Runt Recreio är det glesbefolkat, med 13 invånare per kvadratkilometer.